# Aleh Butkevič
Aleh Butkevič (in bielorusso: Алег Буткевіч; Braslaŭ, 18 marzo 1972) è un vescovo cattolico bielorusso, dal 29 novembre 2013 vescovo di Vicebsk.

## Biografia
Aleh Butkevič è nato a Braslaŭ il 18 marzo 1972. Ha due sorelle, entrambe suore.

### Formazione e ministero sacerdotale
Ottenuto il diploma di maturità, si è iscritto all'Università Statale Tecnico-Agraria di Bielorussia a Minsk. Nel 1994 si è laureato in ingegneria meccanica.
Lo stresso anno è entrato nel seminario maggiore teologico di Hrodna.
Il 13 maggio 2000 è stato ordinato presbitero per la diocesi di Vicebsk da monsignor Dominik Hrušovský, nunzio apostolico in Bielorussia. In seguito è stato vicario parrocchiale a Navapolack e Mëry, parroco di Bešankovičy e Ula dal 2001 al 2003 e parroco della parrocchia di Sant'Antonio di Padova a Vicebsk e vicario foraneo per la zona nord dal 2003.

### Ministero episcopale
Il 29 novembre 2013 papa Francesco lo ha nominato vescovo di Vicebsk. Ha ricevuto l'ordinazione episcopale il 18 gennaio successivo nella cattedrale di Gesù Misericordioso a Vicebsk successivo dall'arcivescovo Claudio Gugerotti, nunzio apostolico in Bielorussia, co-consacranti l'arcivescovo metropolita di Minsk-Mahilëŭ Tadeusz Kondrusiewicz e il vescovo di Hrodna Aleksander Kaszkiewicz. Durante la stessa celebrazione ha preso possesso della diocesi.
Nel febbraio del 2018 ha compiuto la visita ad limina.
Il 12 agosto 2020, durante le violente repressioni delle proteste contro i presunti brogli nelle elezioni presidenziali, ha dichiarato in un comunicato: "I sistemi basati sul sangue non sono mai stati forti nella storia e la giustizia ha sempre restituito il giusto a coloro che hanno trasgredito tutte le norme umane (per non parlare di Dio)".
Dal 14 aprile 2021 è presidente della Conferenza episcopale della Bielorussia. Dal 3 giugno 2015 al 14 aprile 2021 è stato vicepresidente della stessa.

## Genealogia episcopale
La genealogia episcopale è:
- Cardinale Scipione Rebiba
- Cardinale Giulio Antonio Santori
- Cardinale Girolamo Bernerio, O.P.
- Arcivescovo Galeazzo Sanvitale
- Cardinale Ludovico Ludovisi
- Cardinale Luigi Caetani
- Cardinale Ulderico Carpegna
- Cardinale Paluzzo Paluzzi Altieri degli Albertoni
- Papa Benedetto XIII
- Papa Benedetto XIV
- Papa Clemente XIII
- Cardinale Enrico Benedetto Stuart
- Papa Leone XII
- Cardinale Chiarissimo Falconieri Mellini
- Cardinale Camillo Di Pietro
- Cardinale Mieczysław Halka Ledóchowski
- Cardinale Jan Maurycy Paweł Puzyna de Kosielsko
- Arcivescovo Józef Bilczewski
- Arcivescovo Bolesław Twardowski
- Arcivescovo Eugeniusz Baziak
- Papa Giovanni Paolo II
- Cardinale Claudio Gugerotti
- Vescovo Aleh Butkevič